# Emilio Mario y López Fenoquio
Emilio Mario y López Fenoquio fue un actor y comediógrafo español, hijo del actor, director de escena y empresario teatral Emilio Mario. Actor del llamado género chico y el teatro por horas, tampoco destacó por su tarea como autor teatral de comedias y juguetes cómicos como El libre cambio, El director general, La Ciclón, Tocino del cielo, El tesoro del estómago, El abanico, Creced y multiplicaos, Los amarillos.